# Damon Lindelof

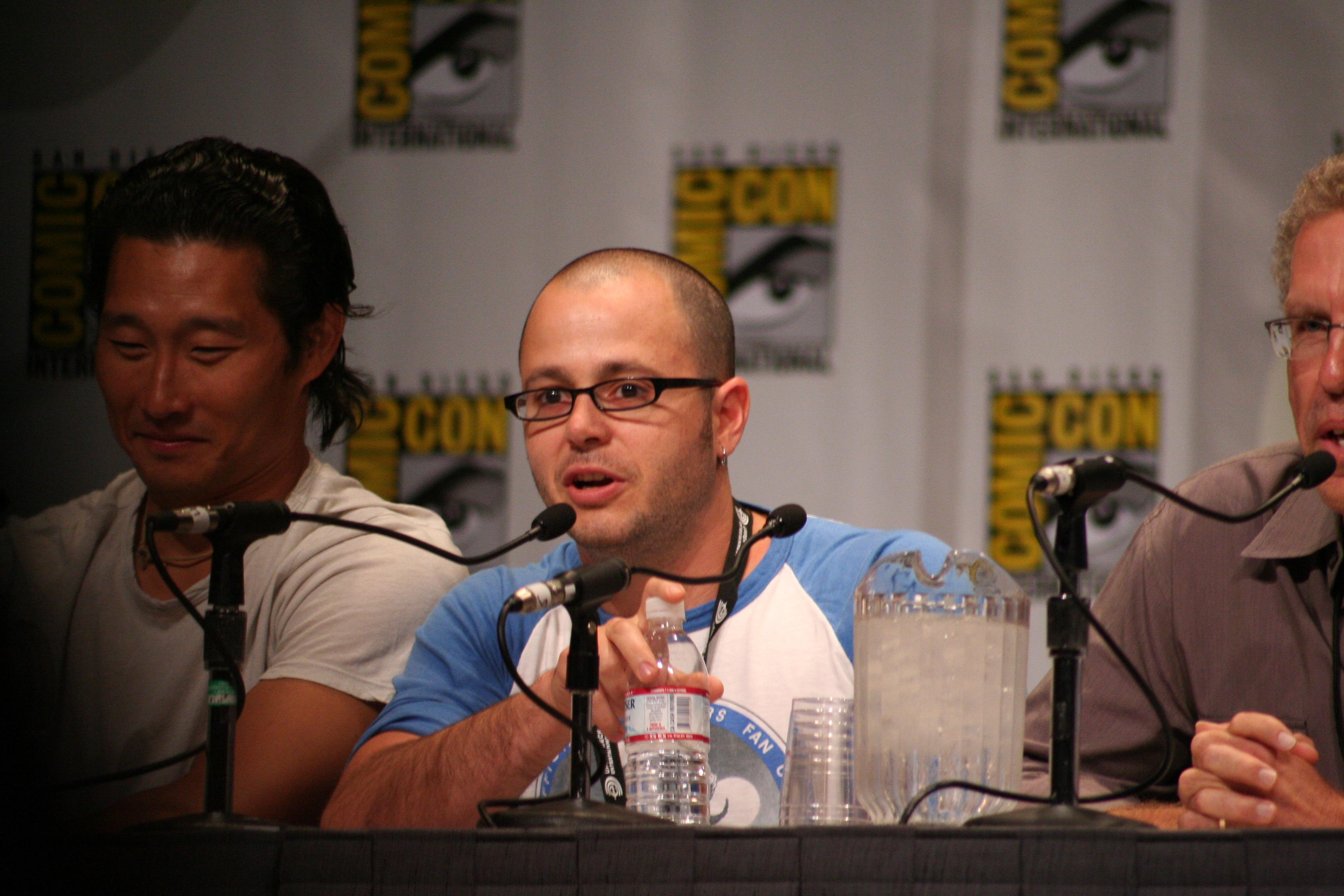
Damon Lindelof, 2006

Damon Laurence Lindelof (Teaneck, New Jersey, 1973. április 24. –) amerikai televíziós író. Jelenleg a Lost c. sorozat producereként, és írójaként dolgozik, de a Nyughatatlan Jordan, és a Nash Bridges számára is rendszeresen ír epizódokat. Egyik producere a 2009-ben bemutatott Star Trek című filmnek.
Teaneckben nevelkedett zsidó családban. A New York-i egyetemen filmezést tanult. Az egyetemen tagja volt egy Petting Zoo nevű rockegyüttesnek. Miután leérettségizett, Los Angelesbe költözött.
2006-ban a MARVEL Ultimate Wolverine vs. Hulk című könyvben kiadott képregénysorozatának írója volt.
Bevallottan Stephen King-rajongó, és rajongása a Lostban is tükröződik.

## Lostepizódok
- 1x01-1x02 – Túlélők (J. J. Abramsszel és Jeffrey Lieberrel)
- 1x03 – Tiszta lappal
- 1x08 – A csaló
- 1x12 – A bőrönd titka (Jennifer Johnsonnal)
- 1x15 – Hazatérés
- 1x19 – Isteni gépezet  ( Carlton Cuse-zal)
- 1x23-1x25 – Exodus (Carlton Cuse-zal)
- 2x01 – Tudomány embere, Hit embere
- 2x05 – Ami eltűnik, elő is kerül
- 2x07 – A másik 48 nap
- 2x10 – A 23. zsoltár (Carlton Cuse-zal)
- 2x14 – Közülük való (Carlton Cuse-zal)
- 2x17 – Zárlat (Carlton Cuse-zal)
- 2x21 – ? (Carlton Cuse-zal)
- 2x23 – Élj másokkal, halj meg egyedül (Carlton Cuse-zal)
- 3x01 – Két város története (J. J. Abramsszel)
- 3x06 – Igen! (Carlton Cuse-zal)
- 3x08 – Csak egy villanás (Drew Goddarddal)
- 3x11 – 77 (Carlton Cuse-zal)
- 3x15 – Hátrahagyva (Elizabeth Sarnoff-fal)
- 3x19 – A vitorláshajó (Carlton Cuse-zal)
- 3x22-3x23 – Tükörországban (Carlton Cuse-zal)